# Allée couverte du Colombier

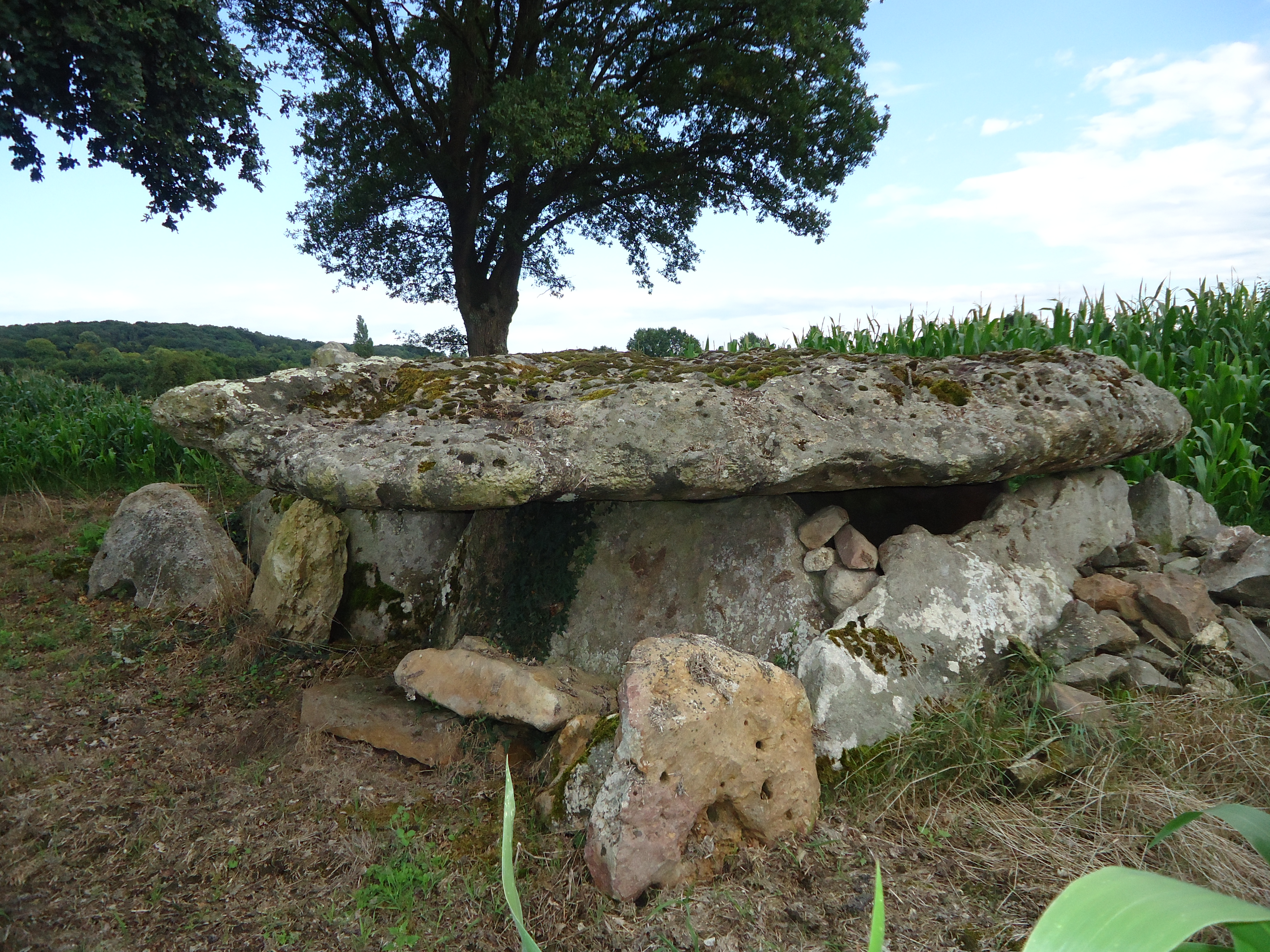
Allée couverte du Colombier

Die Allée couverte du Colombier, auch Dolmen du Colombier, liegt nordwestlich von Aubigné-Racan, nahe der Straße D 78 nach Sarcé, im Département Sarthe in Frankreich.
Eine Allée couverte, (deutsch „gedeckter Gang“) ist ein insbesondere in Frankreich verbreiteter Dolmentyp, dessen Grundriss dem eines Ganges entspricht, während die Breite und die Höhe niedrig sind, das deutsche Äquivalent ist das Galeriegrab. Die Allée couverte du Colombier ist mit etwa 6,0 Meter Länge das größte Galeriegrab der Sarthe und besteht aus zwei großen Deckenplatten, die auf fünf Tragsteinen die eine Kammer mit mehreren Nischen begrenzen, aufliegen. In der Sarthe gibt es noch weitere 27 Dolmen.